# Hurrikan Lili (1996)
Hurrikan Lili war ein tropischer Wirbelsturm, der als Hurrikan der Kategorie 3 auf der Saffir-Simpson-Hurrikan-Windskala eingestuft wurde und während der atlantischen Hurrikansaison 1996 beachtenswerte Schäden in Mittelamerika, auf Kuba und den Bahamas anrichtete und schließlich in Großbritannien Schäden in Höhe von 300 Millionen US-Dollar verursachte.

## Sturmverlauf

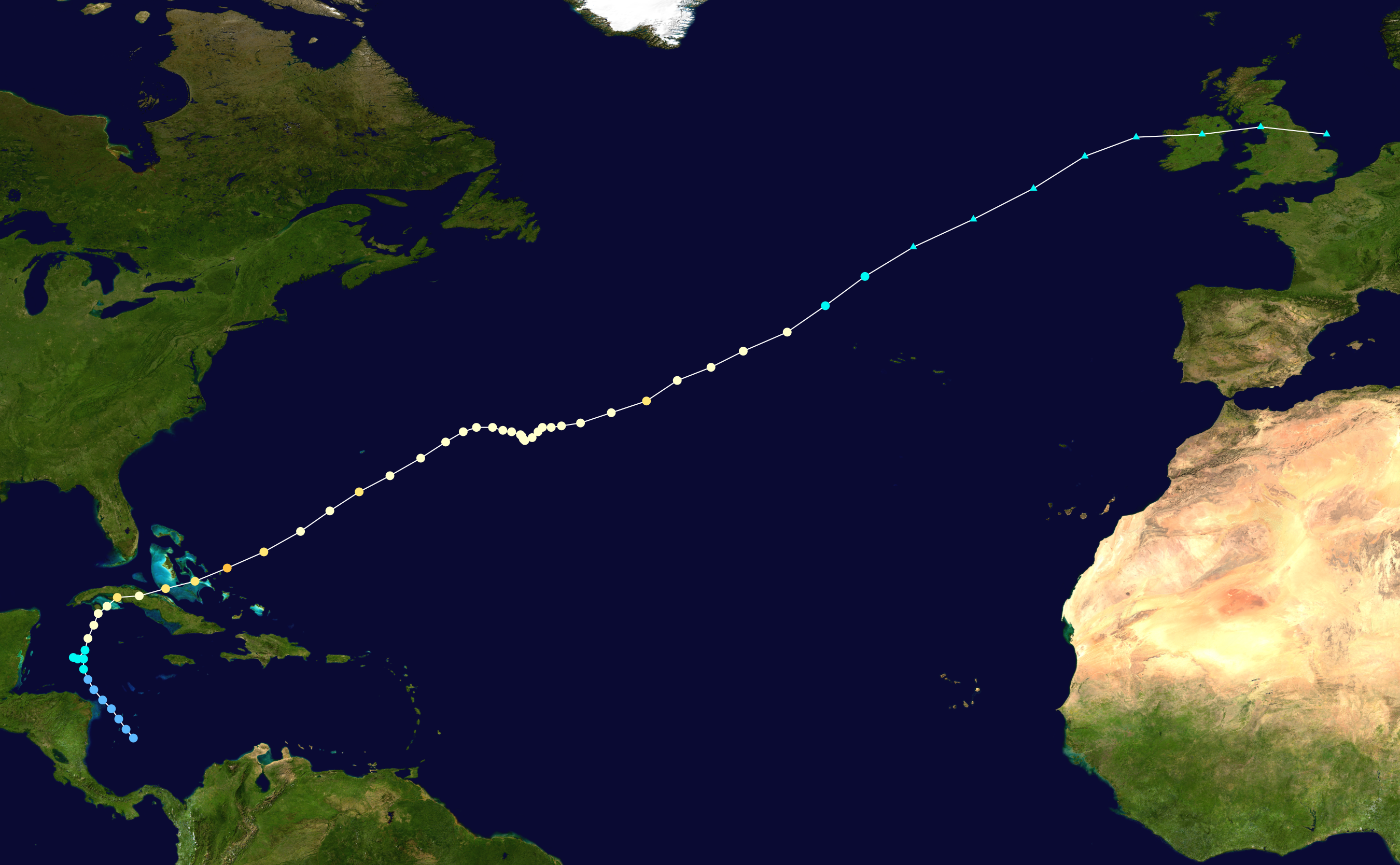
Zugbahn von Hurrikan Lili

Am 14. Oktober bildete sich vor der Küste von Nicaragua ein tropisches Tiefdruckgebiet, das langsam nordwestwärts wanderte. Am 16. Oktober erreichte das Tief die Stärke eines tropischen Sturmes und wurde mit dem Namen Lili versehen. Der Sturm erreichte am 17. Oktober den Status eines Hurrikans. Am Tag darauf streifte Lili die Isla de la Juventud und traf dann die kubanische Provinz Matanzas als Hurrikan der Kategorie 2. Trotz des bergigen Geländes schwächte sich der Hurrikan kaum ab und gelangte zwölf Stunden später an der Nordküste Cubas wieder über das Wasser. Lili intensivierte sich weiter, als der Hurrikan sich den Bahamas näherte. Das Auge zog am 19. Oktober über San Salvador Island und Great Exuma hinweg, bevor der Hurrikan Kurs auf den offenen nördlichen Atlantischen Ozean (Nordatlantik) nahm. Dort erreichte Lili kurz die Einstufung in die Kategorie 3, bevor der Wirbelsturm als posttropisch erklärt wurde. Als die Reste von Lili neun Tage später die Britischen Inseln erreichten, hatte der Sturm immer noch die Stärke eines tropischen Sturmes.

## Auswirkungen
Lili tötete zehn Personen, acht davon in Mittelamerika und zwei im Vereinigten Königreich. Die Schadensziffern für Mittelamerika und die Bahamas sind nicht bekannt, auf Kuba und den Britischen Inseln summierten sich die Sachschäden auf zusammen 662 Millionen US-Dollar.

### Kuba
Die starken Winde und Regenfälle von Lili verursachten die Schließung des José-Martí-Flughafens in Havanna und 247.000 Personen wurden evakuiert. Auf der Isla de la Juventud schüttelte der Wind mehr als 16.000 Tonnen Grapefruit und Orangen von den Bäumen und sechs Meter hohe Wellen spülten am Ufer gelegene Häuser ins Meer. In Villa Clara wurden alle 28 Zuckerraffinerien schwer beschädigt. In La Habana Vieja brachen Dutzende von alten, schlecht gebauten Gebäuden einfach in dem Sturm zusammen. Der Sturm zerstörte etwa 2300 Gebäude und beschädigte noch weitere 47.000. Ein Großteil der Zuckerrohr-, Bananen-, Kaffeebohnen- und Zitrusfrucht-Ernte wurde vernichtet. Der Gesamtschaden auf Kuba wird auf 362 Millionen US-Dollar (1996) geschätzt. Menschen kamen nicht zu Schaden.

### Vereinigte Staaten

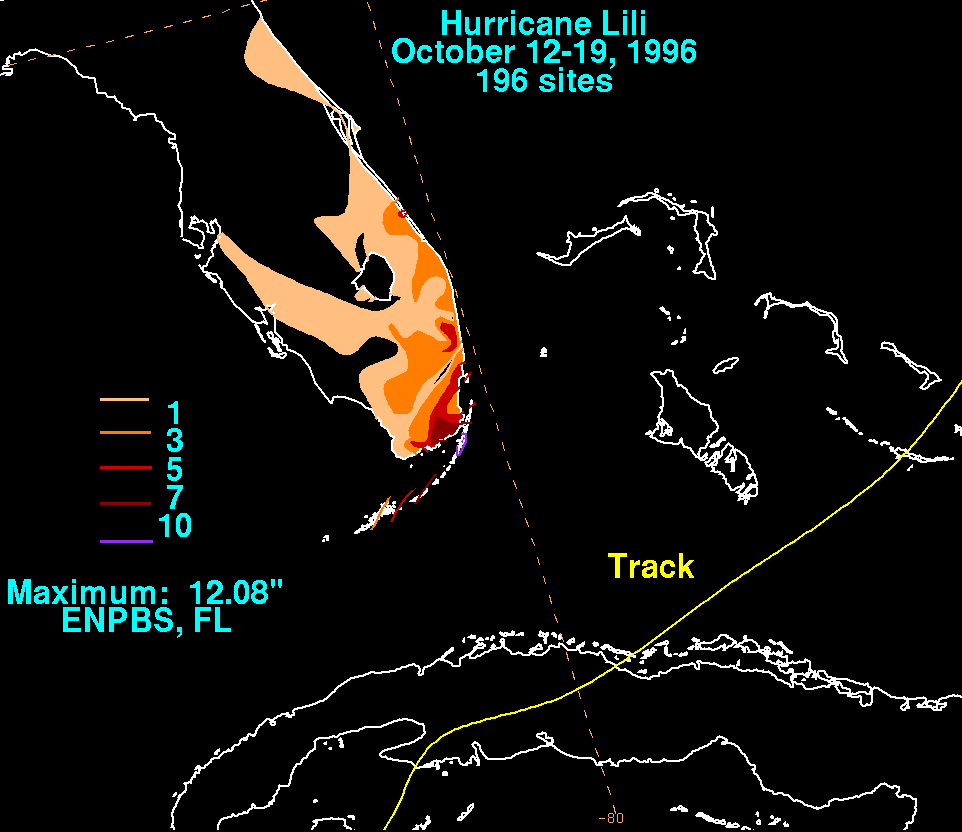
Regenmengen durch Lili in Florida

Die Sturmflut verursachte entlang der Küste von New Hampshire Schäden von 150.000 US-Dollar. In Florida fielen bis zu 300 mm Niederschlag, als ein durch Lili verursachtes Frontensystem in den Tagen vor dem Durchzug teilweise schwere Regenfälle brachte. In einigen Gebieten Neuenglands fielen bis zu 330 mm Niederschlag, etwa im Rockingham County, als ein Frontensystem Feuchtigkeit von dem weit vor der Küste liegenden Hurrikan feuchte Luft anzog.

### Britische Inseln
Am 28. und 29. Oktober erlebten die Britischen Inseln die, wie es The Times nannte, Ankunft von Hurrikan Lili aus Amerika. Lili erzeugte in Swansea, Südwales eine Böe, die 148 km/h erreichte, während die Sturmflut in der Mündung der Themse 120 Zentimeter über normal erreichte. In Somerset wurden 500 Cottages schwer beschädigt. Eine Ölbohrplattform, die in der Nordsee im Schlepp war, riss sich los und lief bei Peterhead beinahe auf Grund. Auf der Isle of Wight wurde ein Segelboot an Land geworfen; die fünf Besatzungsmitglieder konnten gerettet werden. Lili war der zerstörerischste Sturm, der Großbritannien seit dem „Großen Sturm von 1987“ getroffen hatte. Lili tötete zwei Briten und hinterließ Sachschäden in Höhe von 150 Millionen Pfund. Durch den Sturm wurde eine viermonatige Trockenheitsperiode im Südwesten Englands beendet.

## Politische Folgen
Der Hurrikan Lili löste eine Menge Kritik aus, hauptsächlich hinsichtlich der Katastrophenhilfe in Kuba. Viele Exilkubaner stritten darüber, ob man sich daran beteiligen solle. Was Kuba und die Gemeinschaft der Exilkubaner betrifft, ist das Angebot von Katastrophenhilfe eine emotionale Entscheidungsfrage mit politischem Hintergrund.
Die Angelegenheit komplizierte sich, als angeblich zwei Flugzeuge mit Hilfslieferungen abgeschossen wurden und Anti-Castro-Radiosender die Hörer aufforderten, Spendengelder zurückzuhalten. Der Programmdirektor von WCMQ, Tomas Garcia-Fuste, bezeichnete Hilfslieferungen als Verletzung des Helms-Burton Acts, der Unternehmen bestraft, die mit Kuba Geschäfte betreiben. Nach dessen Worten übertreibe Fidel Castro bei der Angabe der Hurrikanschäden, um die Exilkubaner dazu zu bringen, die gebrauchten Lebensmittel- und Medikamentenlieferungen zu senden, die sie normalerweise nicht schicken würden. Er und andere befürchteten, dass Castros Regierung die Lieferungen zweckentfremden würden.
Präsident Bill Clinton genehmigte die Lieferung von Hilfsgütern an die kubanischen Opfer durch die Katholische Kirche.
Die politischen Folgen durch Hurrikan Lili waren ähnlich denen von Hurrikan Flora im Jahre 1963, Hurrikan Charley 2004 und den beiden Hurrikane der Saison 2005, Dennis und Katrina. Die politischen und historischen Spannungen zwischen der kommunistischen kubanischen Regierung und Exilkubanern und den Vereinigten Staaten behinderten die Rettungsbemühungen und Hilfeleistungen für die Opfer.

### Keine Streichung des Namens
Weil der durch Lili angerichtete Schaden nicht extrem war, wurde der Name Lili nicht von der Liste der Namen tropischer Wirbelstürme gestrichen, sondern während der Hurrikansaison 2002 erneut verwendet, nach welcher er dann allerdings durch Laura ersetzt wurde.